# M60 (橢圓星系)
梅西耶60（也稱為NGC 4649）是位於室女座的一個橢圓星系，距離大約5500萬光年。

## 歷史
M60與鄰近的M 59在1779年4月被約翰·戈特弗里德·克勒在觀測也在這個區域內的彗星時一起被發現。大約在克勒發現三天之後，梅西耶將這兩個天體編入梅西耶星雲星團表中。

## 邻居
NGC 4647 與M 60的距離大約2′.5，這兩個星系在可見光的影像中碟狀是重疊的。雖然這樣的影像建議這兩個星系間有交互作用，但是這二個星系的影像並沒有任何顯示兩個星系間有重力交互作用的證據，因此建議這兩個星系實質上只是看起來靠在一起，也就是說這兩個星系在不同的距離上，即使有交互作用也是很微弱的。

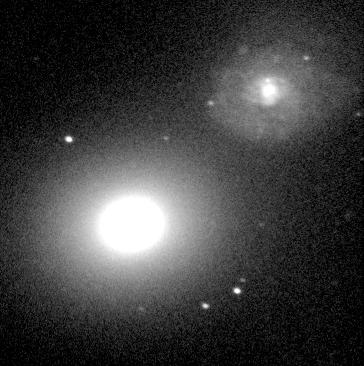
M60和NGC 4647

M60有几个卫星星系，其中有一个是小型矮星系 M60-UCD1，而M60-UCD1中有一个超大质量黑洞。

## 室女座星系團的成員
M60 是室女座星系團內第三亮的橢圓星系，並且是擁有四個星系的次星系團，已知最接近地球的緻密星系團的主宰。

## 超新星

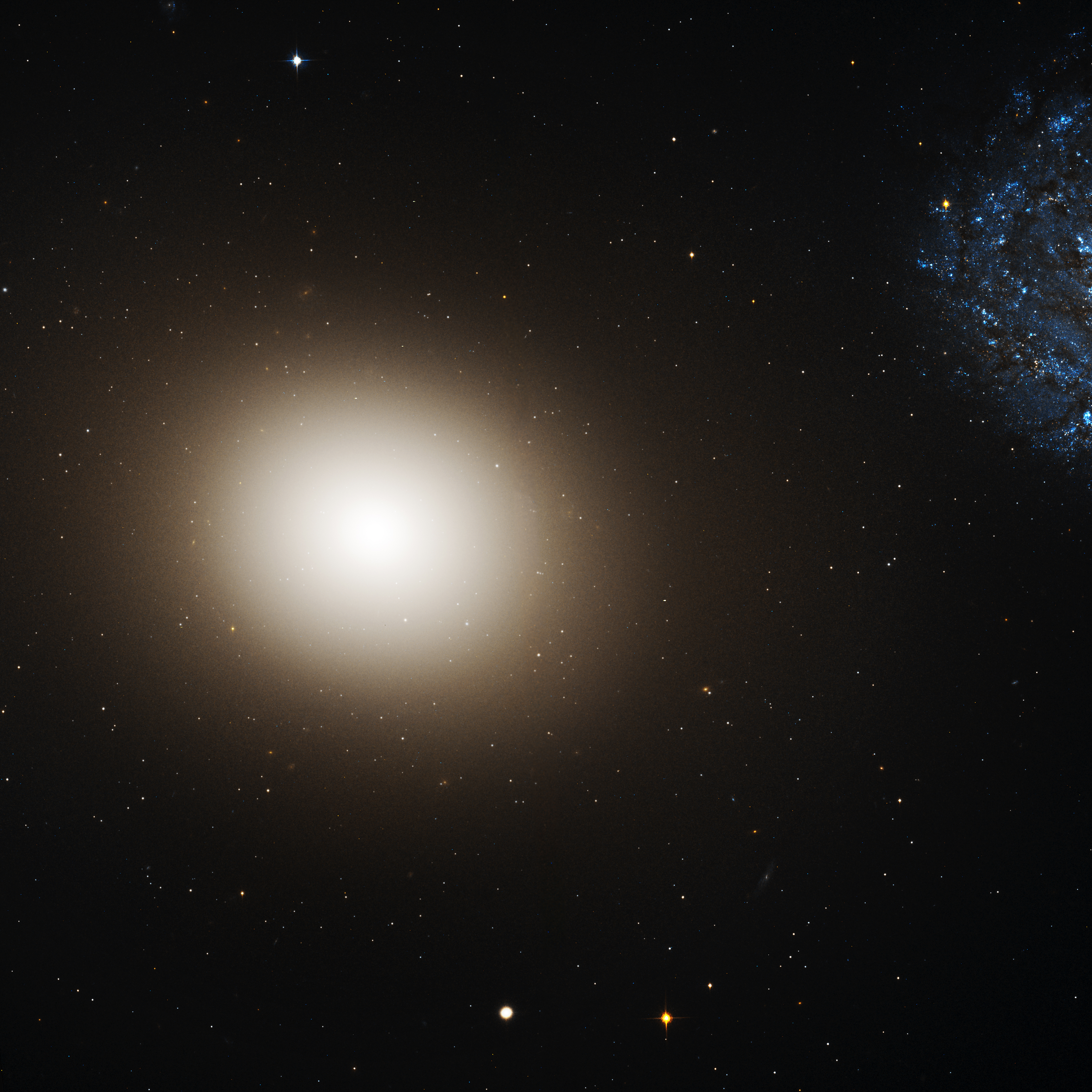
M60與其周圍區域，其中包含了超小型矮星系M60-UCD1。

在此星系中曾出現一顆超新星 (SN 2004W)。

## 黑洞
在M60的核心有一個質量是太陽45億倍的黑洞，是已經發現的超大質量黑洞中最大的之一。

## 外部連結
- Elliptical Galaxy M60 @ SEDS Messier pages
- WikiSky上关于M60 (橢圓星系)的内容：DSS2, SDSS, GALEX, IRAS, 氢α, X射线, 天文照片, 天图, 文章和图片